# Jeison Fuentealba
Jeison Joaquín Fuentealba Vergara (Santiago, Chile; 10 de enero de 2003) es un futbolista chileno, se desempeña como mediocampista en Universidad de Concepción de la Primera B de Chile.

## Trayectoria
En febrero de 2022, tras firmar su primer contrato como jugador profesional, se anuncia su cesión  a Deportes La Serena hasta fines de la temporada 2022, en búsqueda de su debut como profesional.

## Estadísticas
| Club                              | Div.          | Temporada     | Liga  | Liga  | Copas nacionales | Copas nacionales | Torneos internacionales | Torneos internacionales | Total | Total |
| Club                              | Div.          | Temporada     | Part. | Goles | Part.            | Goles            | Part.                   | Goles                   | Part. | Goles |
| --------------------------------- | ------------- | ------------- | ----- | ----- | ---------------- | ---------------- | ----------------------- | ----------------------- | ----- | ----- |
| Deportes La Serena · Chile        | 1.ª           | 2022          | 7     | 0     | 2                | 0                | —                       | —                       | 9     | 0     |
| Deportes La Serena · Chile        | Total club    | Total club    | 7     | 0     | 2                | 0                | 0                       | 0                       | 9     | 0     |
| Universidad de Chile · Chile      | 1.ª           | 2023          | 20    | 1     | 2                | 0                | —                       | —                       | 22    | 1     |
| Universidad de Chile · Chile      | 1.ª           | 2024          | 1     | 0     | 0                | 0                | —                       | —                       | 1     | 0     |
| Universidad de Chile · Chile      | Total club    | Total club    | 21    | 1     | 2                | 0                | 0                       | 0                       | 23    | 1     |
| Universidad de Concepción · Chile | 2.ª           | 2024          | 14    | 1     | 2                | 0                | —                       | —                       | 16    | 1     |
| Universidad de Concepción · Chile | 2.ª           | 2025          | 7     | 0     | 4                | 0                | —                       | —                       | 11    | 0     |
| Universidad de Concepción · Chile | Total club    | Total club    | 21    | 1     | 6                | 0                | 0                       | 0                       | 27    | 1     |
| Total carrera                     | Total carrera | Total carrera | 49    | 2     | 10               | 0                | 0                       | 0                       | 59    | 2     |
| 1. 2.                             |               |               |       |       |                  |                  |                         |                         |       |       |